# Kruševac (općina)
Kruševac (općina) (ćirilično: Општина Крушевац) je gradska općina u Rasinskom okrugu u središnjem dijelu Središnje Srbije. Središte općine je grad Kruševac. 

## Zemljopis
Po podacima iz 2004. općina zauzima površinu od 854 km².

## Stanovništvo
Prema popisu stanovništva iz 2002. godine u općini živi 131.368 stanovnika, raspoređenih u 101 naselje .

## Naselja
| - Begovo Brdo - Bela Voda - Belasica - Bivolje - Bovan - Bojince - Boljevac - Brajkovac - Bukovica - Buci - Velika Kruševica - Velika Lomnica - Veliki Kupci - Veliki Šiljegovac - Veliko Golovode - Veliko Krušince - Vitanovac - Vratare - Vučak - Gavez | - Gaglovo - Gari - Globare - Globoder - Gornji Stepoš - Grevci - Grkljane - Dvorane - Dedina - Dobromir - Doljane - Donji Stepoš - Đunis - Žabare - Zdravinje - Zebica - Zubovac - Jablanica - Jasika - Jošje | - Kamenare - Kaonik - Kapidžija - Kobilje - Komorane - Konjuh - Koševi - Krvavica - Kukljin - Lazarevac - Lazarica - Lipovac - Lovci - Lukavac - Ljubava - Majdevo - Makrešane - Mala Vrbnica - Mala Reka - Mali Kupci | - Mali Šiljegovac - Malo Golovode - Malo Krušince - Mačkovac - Meševo - Modrica - Mudrakovac - Naupare - Padež - Pakašnica - Parunovac - Pasjak - Pepeljevac - Petina - Pozlata - Poljaci - Ribare - Ribarska Banja - Rlica - Rosica | - Sebečevac - Sezemče - Slatina - Srndalje - Srnje - Stanci - Suvaja - Sušica - Tekija - Trebotin - Trmčare - Ćelije - Cerova - Crkvina - Čitluk - Šavrane - Šanac - Šašilovac - Šogolj - Štitare |

## Vanjske poveznice
- Internet stranica općine Kruševac  Arhivirana inačica izvorne stranice od 6. srpnja 2010. (Wayback Machine)